# Haplophyllum stapfianum
Haplophyllum stapfianum är en vinruteväxtart som beskrevs av Hand.-mazz.. Haplophyllum stapfianum ingår i släktet Haplophyllum och familjen vinruteväxter. Inga underarter finns listade i Catalogue of Life.